# Lardero
Lardero este un municipiu în sudul La Rioja, în Spania. Are o populație de 7 378 locuitori și suprafață de 20,36 km².